# Daniel Zdravevski
Daniel Zdravevski (* 2. Juni 2001) ist ein deutscher Basketballspieler nordmazedonischer Abstammung.

## Laufbahn
Zdravevskis Vater Tome kam aus Mazedonien nach Deutschland, dort spielte er Basketball bei der BG Hagen. Daniel Zdravevski spielte als Jugendlicher bei der BG Hagen, 2017 wechselte er in den Nachwuchsbereich des FC Bayern München. 2019 wurde er mit dem FC Bayern deutscher U19-Meister. Er wurde ebenfalls in der zweiten Münchener Herrenmannschaft in der 2. Bundesliga ProB eingesetzt.
Zur Saison 2019/20 kehrte er nach Hagen zurück, wurde in den Zweitligakader von Phoenix Hagen aufgenommen, erhielt zudem ein Spielrecht für die U19-Mannschaft Phoenix’ sowie die Regionalliga-Mannschaft der BG Hagen. Im Oktober 2019 bestritt Zdravevski seinen ersten Zweitligaeinsatz für Phoenix Hagen. Er wechselte im Vorfeld der Saison 2021/22 innerhalb der zweiten Liga ins niedersächsische Quakenbrück zu den Artland Dragons. Die Niedersachsen gaben im Januar 2022 mittels eines Leihabkommens vorerst an den Ligakonkurrenten Ehingen/Urspring ab, danach wurde er wieder Mitglied im Artländer Aufgebot.
Im Juli 2023 nahm er ein Angebot des Zweitligisten VfL SparkassenStars Bochum an. Mit der Mannschaft gelang es ihm in der Saison 2023/24 nicht, den Verbleib in der 2. Bundesliga ProA zu sichern. Zdravevski erreichte in 33 Einsätzen für Bochum einen Punktedurchschnitt von 5,3 Punkten und wurde im Sommer 2024 vom Bundesligisten Mitteldeutscher BC verpflichtet. Er bestritt für die Mannschaft vier Kurzeinsätze in der Bundesliga und erfüllte die Erwartungen des MBC nicht. Ende Januar 2025 wechselte er zum Regionalligisten BBA Hagen.

### Nationalmannschaft
Im Sommer 2017 nahm Zdravevski mit der deutschen U16-Nationalmannschaft an der Europameisterschaft dieser Altersklasse teil. Im Jahr 2018 wurde er vom Basketballverbands Mazedoniens in die U18-Nationalmannschaft berufen. Laut Aussage seines Vaters Tome im Juli 2018 fühle sich sein Sohn als Mazedonier und wolle für Mazedonien spielen. Zdravevski wurde vom Deutschen Basketball Bund jedoch die Freigabe für den Wechsel der Nationalmannschaft verweigert. Seine Schwester Laura wurde ebenfalls deutsche Basketball-Jugendnationalspielerin.